# José Miranda Calvo
José Miranda Calvo (Toledo, 22 de agosto de 1917-ibidem, 4 de enero de 2022) fue un historiador y militar español.

## Biografía
Nació el 22 de agosto de 1917 en Toledo. Estudió en el Colegio Maristas de la ciudad del Tajo y se diplomó en Magisterio. Compaginó su vocación militar con los estudios de Derecho. Luchó en la Guerra civil con el bando sublevado y, durante la Segunda Guerra Mundial, formó parte de la División Azul; en concreto, se destacó en el 3º Batallón del Regimiento 263. Tras el conflicto, ya como coronel del Ejército de Tierra, se lo nombró profesor en la Academia de Infantería y presidente del Patronato de Conservación del Alcázar durante once años. Fue hermano del guía toledano Rufino Miranda. En 1967, optó a ser procurador de las Cortes franquistas por la provincia de Toledo, pero no fue elegido. En 2006, a los ochenta y nueve años, defendió su tesis doctoral La venida y ocupación musulmana de Hispania en el 711: del Guadalete a Toledo, bajo la dirección de Ricardo Izquierdo.  
Fue miembro de la Real Academia de Bellas Artes y Ciencias Históricas de Toledo; correspondiente de la Real Academia de la Historia; miembro del Instituto de Estudios Visigótico-Mozárabes, y estudioso entre otros temas del periodo medieval y de la historia de su ciudad natal. Sus estudios han abarcado la Edad Media, desde la invasión islámica hasta la reconquista de Alfonso VI, pasando por personajes de los Siglos de Oro como Garcilaso de la Vega, el emperador Carlos Quinto, el cardenal Cisneros y Miguel de Cervantes, la fundamental herencia mozárabe en la ciudad y pasajes de la Historia contemporánea española como la Guerra de la Independencia. De todos estos campos brotó una valiosísima labor investigadora que ayuda a comprender, hoy en día, la historia de la ciudad de Toledo.
Falleció en su ciudad natal el 4 de enero de 2022 a los ciento cuatro años de edad.

## Premios y distinciones
- Hijo predilecto de Toledo (2012).
- Gran Cruz al Mérito Militar del Ejército de Tierra.
- Gran Cruz al Mérito Militar de la Armada.
- Gran Cruz al Mérito Militar del Ejército del Aire.
- La Real Academia de Bellas Artes y Ciencias Históricas de Toledo, y el Museo del Ejército le homenajearon (2017), con motivo de su centenario.[10]